# شهرستان تایرل (کارولینای شمالی)
شهرستان تایرل، کارولینای شمالی (به انگلیسی: Tyrrell County, North Carolina) یک سکونتگاه مسکونی در ایالات متحده آمریکا است که در کارولینای شمالی واقع شده‌است.

## خصوصیات
شهرستان تایرل ۱٬۵۵۴٫۰ کیلومترمربع مساحت دارد.